# Parafia Matki Bożej z Góry Karmel w Dąbkach
Parafia pw. Matki Bożej z Góry Karmel w Dąbkach – parafia należąca do dekanatu Darłowo, diecezji koszalińsko-kołobrzeskiej, metropolii szczecińsko-kamieńskiej. Została utworzona 25 czerwca 1995. Siedziba parafii mieści się przy ulicy Darłowskiej 14.

## Kościół parafialny
Kościół pw. Matki Bożej z Góry Karmel w Dąbkach jest budowany od 1985 roku.